# Dalewo (gromada)
Dalewo (od 1 I 1958 Drawsko Pomorskie) – dawna gromada, czyli najmniejsza jednostka podziału terytorialnego Polskiej Rzeczypospolitej Ludowej w latach 1954–1972.
Gromady, z gromadzkimi radami narodowymi (GRN) jako organami władzy najniższego stopnia na wsi, funkcjonowały od reformy reorganizującej administrację wiejską przeprowadzonej jesienią 1954 do momentu ich zniesienia z dniem 1 stycznia 1973, tym samym wypierając organizację gminną w latach 1954–1972.
Gromadę Dalewo z siedzibą GRN w Dalewie utworzono – jako jedną z 8759 gromad na obszarze Polski – w powiecie drawskim w woj. koszalińskim na mocy uchwały nr 43/54 WRN w Koszalinie z dnia 5 października 1954. W skład jednostki weszły obszary dotychczasowych gromad Dalewo, Suliszewo i Zarańsko ze zniesionej gminy Drawsko w tymże powiecie. Dla gromady ustalono 14 członków gromadzkiej rady narodowej.
1 stycznia 1958 do gromady Dalewo włączono miejscowości  Cianowo, Duszniki, Kręglin, Krzynno, Kumki, Olchowiec, Ustok, Zagozd i Zbrojewo ze zniesionej gromady Zajezierze w powiecie łobeskim w woj. szczecińskim, po czym gromadę Dalewo zniesiono przez przeniesienie siedziby GRN z Dalewa do Drawska Pomorskiego i zmianę nazwy jednostki na gromada Drawsko Pomorskie.